# Liste von Kraftwerken in Mosambik
Die Kraftwerke in Mosambik werden sowohl auf einer Karte als auch in Tabellen (mit Kennzahlen) dargestellt. Die Liste ist nicht vollständig.

## Installierte Leistung und Jahreserzeugung
Im Jahre 2016 lag Mosambik bzgl. der installierten Leistung mit 2,626 GW an Stelle 102 und bzgl. der jährlichen Erzeugung mit 18,39 Mrd. kWh an Stelle 79 in der Welt. Der Elektrifizierungsgrad lag 2019 bei 35 % (57 % in den Städten und 22 % in ländlichen Gebieten). Mosambik war 2016 ein Nettoexporteur von Elektrizität; es exportierte 12,88 Mrd. kWh und importierte 9,928 Mrd. kWh.

## Kalorische Kraftwerke
| Name des Kraftwerks | Inst. Leistung (MW) | Brennstoff | Status     |
| ------------------- | ------------------- | ---------- | ---------- |
| Ressano Garcia      | 100 bzw. 120        | Erdgas     | in Betrieb |

## Wasserkraftwerke
| Name des Kraftwerks | Inst. Leistung (MW) | Fluss             | Status     |
| ------------------- | ------------------- | ----------------- | ---------- |
| Cahora Bassa        | 2.075               | Sambesi           | in Betrieb |
| Chicamba            | 38                  | Revue             | in Betrieb |
| Corumana            | 16                  | Sabie             | in Betrieb |
| Massingir           | 25                  | Rio dos Elefantes | in Betrieb |
| Mavuzi              | 52                  | Búzi              | in Betrieb |